# Box-office des films d'animation dans le monde
Voici le classement des films d'animation ayant collecté plus de 300 000 000 $ de recettes au box-office mondial.
Les box-offices mondiaux commencent à partir de La Petite Sirène sorti en 1989, les performances au box-office des films produits antérieurement étant difficiles à évaluer correctement.
La couleur  indique les films en cours de diffusion dans les salles.
| Titre                                                          | Année | Producteur           | Recettes en $,  | Nationalité                   |
| -------------------------------------------------------------- | ----- | -------------------- | --------------- | ----------------------------- |
| Ne Zha 2                                                       | 2025  | Chengdu Coco Cartoon | 2 168 341 803 $ | Chine                         |
| Vice-versa 2                                                   | 2024  | Pixar                | 1 698 863 816 $ | États-Unis                    |
| La Reine des neiges 2                                          | 2019  | Disney               | 1 450 026 933 $ | États-Unis                    |
| Super Mario Bros. le film                                      | 2023  | Illumination         | 1 361 992 475 $ | États-Unis France Japon       |
| La Reine des neiges                                            | 2013  | Disney               | 1 284 540 518 $ | États-Unis                    |
| Les Indestructibles 2                                          | 2018  | Pixar                | 1 243 225 667 $ | États-Unis                    |
| Les Minions                                                    | 2015  | Illumination         | 1 159 444 662 $ | États-Unis France Japon       |
| Toy Story 4                                                    | 2019  | Pixar                | 1 073 841 394 $ | États-Unis                    |
| Toy Story 3                                                    | 2010  | Pixar                | 1 067 316 101 $ | États-Unis                    |
| Vaiana 2                                                       | 2024  | Disney               | 1 059 242 164 $ | États-Unis                    |
| Moi, moche et méchant 3                                        | 2017  | Illumination         | 1 035 800 131 $ | États-Unis France Japon       |
| Le Monde de Dory                                               | 2016  | Pixar                | 1 029 266 989 $ | États-Unis                    |
| Zootopie                                                       | 2016  | Disney               | 1 025 521 689 $ | États-Unis                    |
| Le Roi lion                                                    | 1994  | Disney               | 988 389 726 $   | États-Unis                    |
| Moi, moche et méchant 2                                        | 2013  | Illumination         | 971 766 005 $   | États-Unis France Japon       |
| Moi, moche et méchant 4                                        | 2024  | Illumination         | 969 566 161 $   | États-Unis France Japon       |
| Le Monde de Nemo                                               | 2003  | Pixar                | 941 637 960 $   | États-Unis                    |
| Les Minions 2 : Il était une fois Gru                          | 2022  | Illumination         | 940 728 210 $   | États-Unis France Japon       |
| Shrek 2                                                        | 2004  | Dreamworks           | 932 396 221 $   | États-Unis                    |
| Comme des bêtes                                                | 2016  | Illumination         | 894 328 469 $   | États-Unis France Japon       |
| L'Âge de glace 3 : Le Temps des dinosaures                     | 2009  | Blue Sky             | 886 686 817 $   | États-Unis                    |
| L'Âge de glace 4 : La Dérive des continents                    | 2012  | Blue Sky             | 877 244 782 $   | États-Unis                    |
| Vice-versa                                                     | 2015  | Pixar                | 858 848 019 $   | États-Unis                    |
| Coco                                                           | 2017  | Pixar                | 814 337 054 $   | États-Unis                    |
| Shrek le troisième                                             | 2007  | Dreamworks           | 813 367 380 $   | États-Unis                    |
| Shrek 4 : Il était une fin                                     | 2010  | Dreamworks           | 752 600 867 $   | États-Unis                    |
| Madagascar 3                                                   | 2012  | Dreamworks           | 746 921 274 $   | États-Unis                    |
| Monstres Academy                                               | 2013  | Pixar                | 743 559 645 $   | États-Unis                    |
| Là-haut                                                        | 2009  | Pixar                | 735 099 102 $   | États-Unis                    |
| Ne Zha                                                         | 2019  | Chengdu Coco Cartoon | 726 264 074 $   | Chine                         |
| Spider-Man: Across the Spider-Verse                            | 2023  | Sony                 | 690 615 475 $   | États-Unis                    |
| Vaiana : La Légende du bout du monde                           | 2016  | Disney               | 682 685 656 $   | États-Unis                    |
| L'Âge de glace 2                                               | 2006  | Blue Sky             | 667 094 506 $   | États-Unis                    |
| Kung Fu Panda 2                                                | 2011  | Dreamworks           | 665 692 281 $   | États-Unis                    |
| Les Nouveaux Héros                                             | 2014  | Disney               | 657 869 686 $   | États-Unis                    |
| Tous en scène                                                  | 2017  | Illumination         | 634 338 384 $   | États-Unis France Japon       |
| Kung Fu Panda                                                  | 2008  | Dreamworks           | 632 083 197 $   | États-Unis                    |
| Les Indestructibles                                            | 2004  | Pixar                | 631 607 053 $   | États-Unis                    |
| Ratatouille                                                    | 2007  | Pixar                | 623 726 085 $   | États-Unis                    |
| Dragons 2                                                      | 2014  | Dreamworks           | 621 537 519 $   | États-Unis                    |
| Madagascar 2                                                   | 2008  | Dreamworks           | 603 900 354 $   | États-Unis                    |
| Raiponce                                                       | 2010  | Disney               | 592 462 816 $   | États-Unis                    |
| Les Croods                                                     | 2013  | Dreamworks           | 587 235 983 $   | États-Unis                    |
| Monstres et Cie                                                | 2001  | Pixar                | 579 707 738 $   | États-Unis                    |
| Les Schtroumphs                                                | 2011  | Columbia Pictures    | 563 749 323 $   | États-Unis                    |
| Cars 2                                                         | 2011  | Pixar                | 559 852 396 $   | États-Unis                    |
| Le Chat Potté                                                  | 2011  | Dreamworks           | 554 987 477 $   | États-Unis                    |
| Kung Fu Panda 4                                                | 2024  | Dreamworks           | 547 689 492 $   | États-Unis Chine              |
| Moi, moche et méchant                                          | 2010  | Illumination         | 543 157 985 $   | États-Unis France             |
| Madagascar                                                     | 2005  | Dreamworks           | 542 063 846 $   | États-Unis                    |
| Rebelle                                                        | 2012  | Pixar                | 538 983 207 $   | États-Unis                    |
| Les Simpson, le film                                           | 2007  | 20th Century Fox     | 536 414 293 $   | États-Unis                    |
| Ralph 2.0                                                      | 2018  | Disney               | 529 323 962 $   | États-Unis                    |
| Hôtel Transylvanie 3 : Des vacances monstrueuses               | 2018  | Sony                 | 528 583 774 $   | États-Unis                    |
| Baby Boss                                                      | 2017  | Dreamworks           | 527 965 936 $   | États-Unis                    |
| Le Grinch                                                      | 2018  | Illumination         | 526 760 632 $   | États-Unis France Japon       |
| Dragons 3 : Le Monde caché                                     | 2019  | Dreamworks           | 524 580 592 $   | États-Unis                    |
| WALL-E                                                         | 2008  | Pixar                | 521 311 890 $   | États-Unis                    |
| Kung Fu Panda 3                                                | 2016  | Dreamworks           | 521 170 825 $   | États-Unis Chine              |
| Aladdin                                                        | 1992  | Disney               | 504 050 219 $   | États-Unis                    |
| Rio 2                                                          | 2014  | Blue Sky             | 498 781 117 $   | États-Unis                    |
| Toy Story 2                                                    | 1999  | Pixar                | 497 375 381 $   | États-Unis                    |
| Élémentaire                                                    | 2023  | Pixar                | 496 444 308 $   | États-Unis                    |
| Dragons                                                        | 2010  | Dreamworks           | 494 878 471 $   | États-Unis                    |
| Shrek                                                          | 2001  | Dreamworks           | 488 441 368 $   | États-Unis                    |
| Rio                                                            | 2011  | Blue Sky             | 483 866 772 $   | États-Unis                    |
| Le Chat potté 2 : La Dernière Quête                            | 2022  | Dreamworks           | 480 740 650 $   | États-Unis                    |
| Hôtel Transylvanie 2                                           | 2015  | Sony                 | 475 186 706 $   | États-Unis                    |
| Les Mondes de Ralph                                            | 2012  | Disney               | 471 222 889 $   | États-Unis                    |
| La Grande Aventure Lego                                        | 2014  | Warner               | 468 266 122 $   | Danemark Australie États-Unis |
| Cars                                                           | 2006  | Pixar                | 461 991 867 $   | États-Unis                    |
| Demon Slayer: Kimetsu no Yaiba, le film : Le Train de l'Infini | 2020  | Aniplex              | 453 210 959 $   | Japon                         |
| Tarzan                                                         | 1999  | Disney               | 448 191 819 $   | États-Unis                    |
| Comme des bêtes 2                                              | 2019  | Illumination         | 431 058 542 $   | États-Unis France Japon       |
| La Belle et la Bête                                            | 1991  | Disney               | 424 967 620 $   | États-Unis                    |
| L'Âge de glace 5 : Les Lois de l'Univers                       | 2016  | Blue Sky             | 408 754 975 $   | États-Unis                    |
| Tous en scène 2                                                | 2021  | Illumination         | 408 396 387 $   | États-Unis France Japon       |
| Toy Story                                                      | 1995  | Pixar                | 394 436 586 $   | États-Unis                    |
| En route !                                                     | 2015  | Dreamworks           | 386 041 607 $   | États-Unis                    |
| Happy Feet                                                     | 2006  | Warner               | 384 336 108 $   | Australie États-Unis          |
| Spider-Man: New Generation                                     | 2018  | Sony                 | 384 256 930 $   | États-Unis                    |
| Cars 3                                                         | 2017  | Pixar                | 383 930 656 $   | États-Unis                    |
| L'Âge de glace                                                 | 2002  | Blue Sky             | 383 257 136 $   | États-Unis                    |
| Your Name                                                      | 2016  | CoMix Wave Films     | 382 238 181 $   | Japon                         |
| Monstres contre Aliens                                         | 2009  | Dreamworks           | 381 509 870 $   | États-Unis                    |
| Gang de requins                                                | 2004  | Dreamworks           | 374 583 879 $   | États-Unis                    |
| Les Aventures de Tintin : Le Secret de La Licorne              | 2011  | Paramount            | 373 993 951 $   | États-Unis Nouvelle-Zélande   |
| Les Pingouins de Madagascar                                    | 2014  | Dreamworks           | 373 515 621 $   | États-Unis                    |
| 1 001 Pattes                                                   | 1998  | Pixar                | 363 258 859 $   | États-Unis                    |
| Hotel Transylvanie                                             | 2012  | Columbia Pictures    | 358 375 603 $   | États-Unis                    |
| Le Voyage de Chihiro                                           | 2002  | Ghibli               | 355 822 319 $   | Japon                         |
| Angry Birds, le film                                           | 2016  | Columbia Pictures    | 352 333 929 $   | Finlande États-Unis           |
| Dinosaure                                                      | 2000  | Disney               | 349 822 765 $   | États-Unis                    |
| Le Lorax                                                       | 2012  | Illumination         | 349 183 316 $   | États-Unis France Japon       |
| Les Trolls                                                     | 2016  | Dreamworks           | 347 182 886 $   | États-Unis                    |
| Pocahontas : Une légende indienne                              | 1995  | Disney               | 346 079 773 $   | États-Unis                    |
| Nos voisins, les hommes                                        | 2005  | Dreamworks           | 339 795 890 $   | États-Unis                    |
| Le Robot sauvage                                               | 2024  | Dreamworks           | 333 165 945 $   | États-Unis                    |
| Le Voyage d'Arlo                                               | 2015  | Pixar                | 332 207 671 $   | États-Unis                    |
| Le Bossu de Notre-Dame                                         | 1996  | Disney               | 325 338 851 $   | États-Unis                    |
| Le Drôle de Noël de Scrooge                                    | 2009  | Disney               | 325 286 646 $   | États-Unis                    |
| Bob l'éponge, le film : Un héros sort de l'eau                 | 2015  | Paramount            | 325 186 032 $   | États-Unis                    |
| Megamind                                                       | 2010  | Dreamworks           | 321 885 765 $   | États-Unis                    |
| Le Pôle express                                                | 2004  | Warner               | 316 897 787 $   | États-Unis                    |
| Chicken Little                                                 | 2005  | Disney               | 314 432 837 $   | États-Unis                    |
| Lego Batman, le film                                           | 2017  | Warner               | 312 136 671 $   | États-Unis Australie Danemark |
| Volt, star malgré lui                                          | 2008  | Disney               | 309 979 994 $   | États-Unis                    |
| Les Cinq Légendes                                              | 2012  | Dreamworks           | 306 941 670 $   | États-Unis                    |
| Mulan                                                          | 1998  | Disney               | 304 320 254 $   | États-Unis                    |
| Migration                                                      | 2023  | Illumination         | 300 187 799 $   | États-Unis Canada France      |